# Acueducto de Molinicos
El acueducto de Molinicos es un monumento hidráulico situado en la localidad de Molinicos (provincia de Albacete, España). Se encuentra al final de la calle Molinos, en el casco antiguo de la población, sobre el arroyo Morote, y era empleado para abastecer de agua a diversos molinos de la zona.

## Historia
La historia de este monumento está ineludiblemente unida al origen de la villa de Molinicos. Tradicionalmente la economía de la localidad se basaba en la agricultura de autoconsumo (en algunos casos de supervivencia), la tradición maderera, la ganadería y el cultivo de cereales de secano.
Precisamente el cultivo de cereales en las vegas de los arroyos que bordean a la población, fomentó la construcción de Molinos en el cauce del arroyo de Morote al existir un fuerte desnivel que propiciase su empleo en la industria. Ese desnivel se aprovechó para construir abundantes presas, caces y saltos de agua, que sirvieron para talleres de madera, serrerías, molinos harineros y fábricas de picar esparto, entre otras. Cinco eran los molinos que existían en la localidad y que dieron nombre a la misma.

## Galería

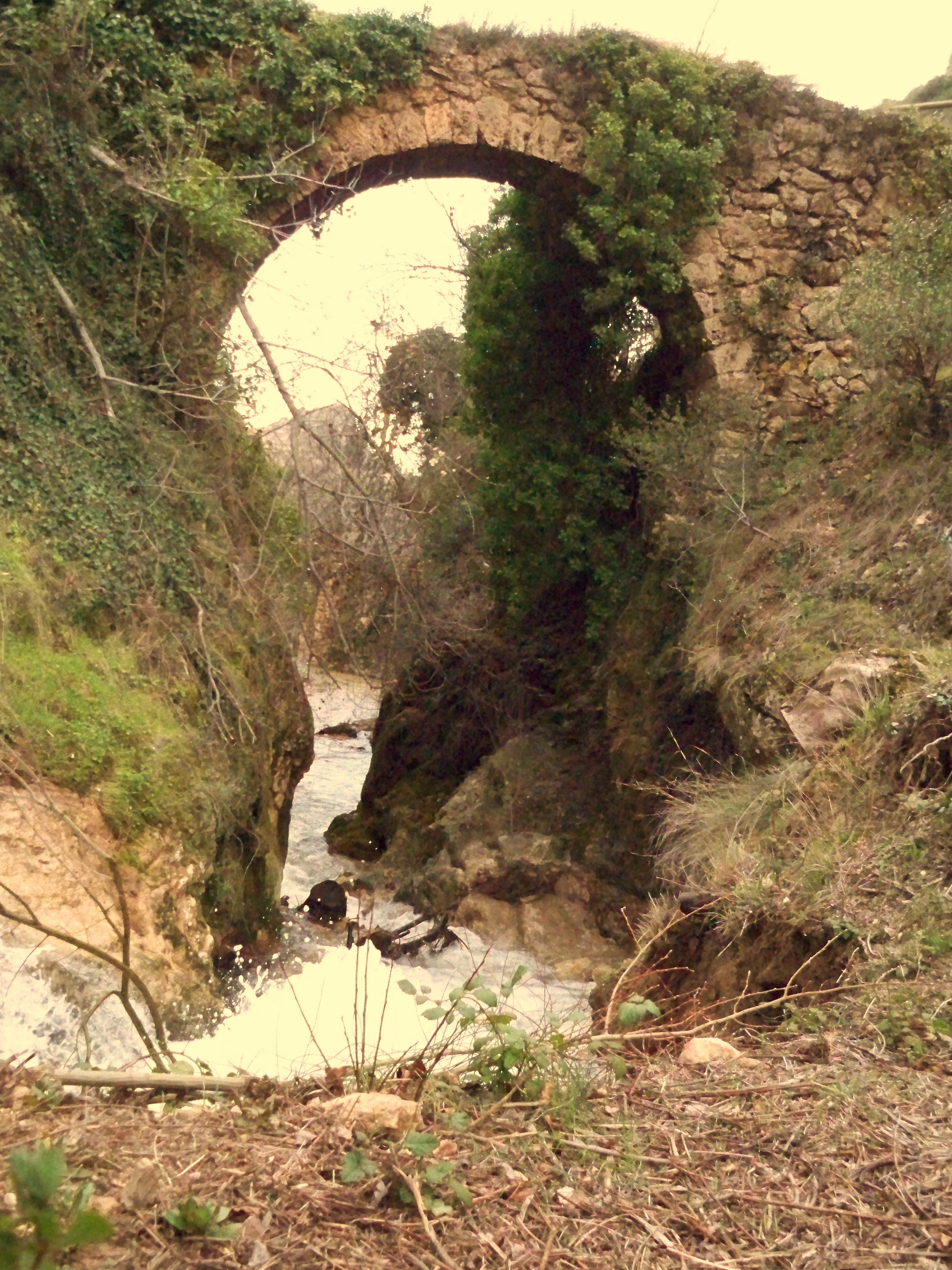
Vista general de acueducto.
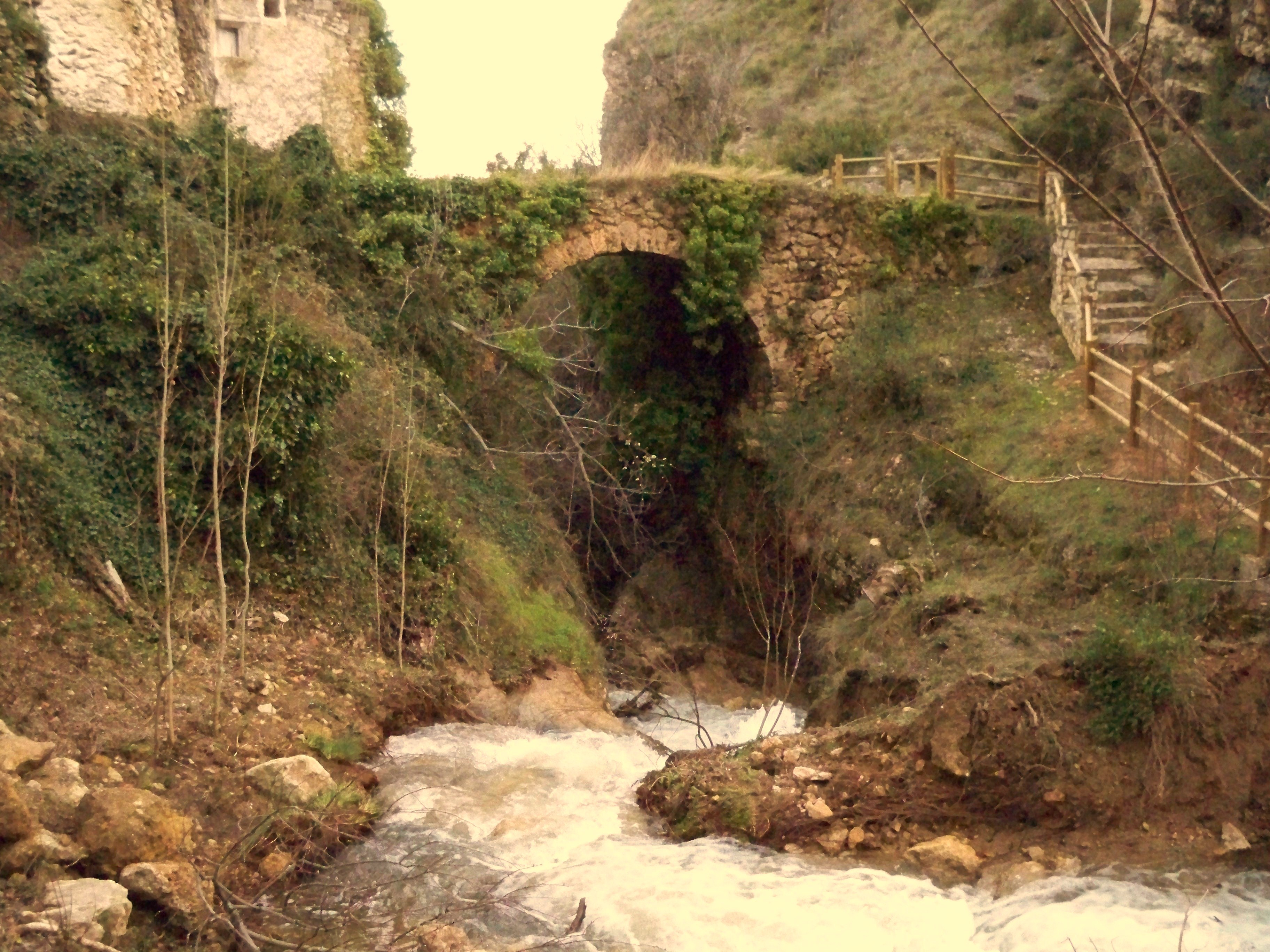
El acueducto sobre el arroyo Morote.

## Características
Se trata de una construcción de reducidas dimensiones, cuya función principal era la de abastecer de agua a los molinos de la zona. Construido con un solo vano central en su parte superior dispone de un canal que permite transportar agua. Está construido de mampostería.